# Dankersen
Dankersen, est un ancien village du Land de Rhénanie-du-Nord-Westphalie, qui forme actuellement une partie de la ville de Minden juste à côté de la frontière avec la Basse-Saxe.

## Histoire
Jadis village indépendant, Dankersen est mentionnée  pour la première fois au XIIe siècle.
L'église (Saint-Pierre-et-Paul), en brique rouge, remplaçant une église plus ancienne devenue trop petite, a été construite en 1860.
Jadis village est-westphalien typique, consacré à l'agriculture, Dankersen conserve encore l'une ou l'autre maison en colombage.

## Personnalité de ce village
- Franz Wilhelm von Ditfurth (1801–1880), chanteur, poète, écrivain, juriste et créateur de poésies religieuses.
- Franz Dietrich von Ditfurth (1738-1813), un réformateur de la franc-maçonnerie.
- Wilhelm von Ditfurth, général prussien.

## Infrastructures
Le canal du milieu traverse Dankersen.